# 리고프
리고프(러시아어: Льгов Lgov[*])는 러시아 쿠르스크주의 도시이다. 데스나강의 지류인 세임강의 양안에 걸쳐 있으며 쿠르스크에서 서쪽으로 80km 떨어져 있다. 2021년 조사 기준 인구는 17,557명.
작가 이반 투르게네프의 《스포츠맨의 스케치》에서 한 이야기의 제목으로 등장한다.